# Округ Сењица
Округ Сењица (слч. Okres Senica) округ је у Трнавском крају, у Словачкој Републици. Административно средиште округа је град Сењица.

## Географија
Налази се у сјеверном дијелу Трнавског краја.
Граничи:
- на сјеверу је Округ Скалица,
- источно Тренчински крај,
- западно Чешка и Аустрија,
- јужно Округ Трнава и Братиславски крај.

Клима је умјерено континентална.

## Становништво
| Година:    | 1994.  | 2004.   | 2014.   | 2024.   |
| ---------- | ------ | ------- | ------- | ------- |
| Број људи: | 60 540 | 60 843  | 60 725  | 58 776  |
| Разлика:   |        | +0,50 % | -0,19 % | -3,20 % |

| Година:    | 2023.  | 2024.   |
| ---------- | ------ | ------- |
| Број људи: | 58 980 | 58 776  |
| Разлика:   |        | -0,34 % |

Према подацима о броју становника из 2021. године округ је имао 59.749 становника. Словаци чине 94,55% становништва.
| Етнички састав (2011)‍ | Етнички састав (2011)‍ | Етнички састав (2011)‍ | Етнички састав (2011)‍ | Етнички састав (2011)‍ |
| --------------------- | --------------------- | --------------------- | --------------------- | --------------------- |
|                       |                       |                       |                       |                       |
| Словаци               | Словаци               |                       | 0                     | 94,55%                |
| Чеси                  | Чеси                  |                       | 0                     | 0,78%                 |
| остали, непознато     | остали, непознато     |                       | 0                     | 4,67%                 |

## Насеља
У округу се налази два града и 29 насељених мјеста. Градови су Сењица и Шаштин-Страже.